# 関東自動車足利営業所
関東自動車足利営業所（かんとうじどうしゃあしかがえいぎょうしょ）は、栃木県足利市常見町にある関東自動車のバス営業所。

## 概要
貸切バス専門の営業所として開設されたが、2017年10月1日より、足利市生活路線バスの名草線の運行を受託するのに伴い、路線車両が配置された。設備は、事務所と駐車スペースのみである。

## 所属車両
貸切車両5台と路線車両数台が配置されている。
所属車輌のナンバープレートは、「栃木」「とちぎ」が存在する。